# Parc Nacional dels Escrinhs
El Parc Nacional dels Écrins és un parc nacional francès situat als Alps, estès sobre una gran part del Massís dels Escrinhs. El parc ha estat guardonat pel Consell d'Europa com a Parc europeu d'alta muntanya.

## Història
La història del parc comença el 31 de desembre de 1913, quan l'Estat va adquirir 4.000 hectàrees de muntanyes en les altures de Sant Cristòu (Isèra). Així es va crear el Parc Nacional de Bérarde, seguint el model de la reserva de Suïssa l'Engadin fundada quatre anys abans. Inicialment es va fer per defensar-se de la invasió de les pastures de muntanya, que causava l'erosió, la desforestació i el trastorn torrencial; però ràpidament, van sorgir els aspectes científics i educatius del projecte. Només començada la petició de subscripcions es va posar en marxa la Primera Guerra Mundial i llavors el projecte va ser enterrat.
En 1960, fou creat l'estatut de parc nacional. Es van crear els primers quatre parcs: parc nacional de la Vanoise i el de l'illa de Port-Cros en 1963; el parc nacional dels Pirineus en 1967; i el de Cévennes en 1970. Aquest mateix any, es va crear una missió per formar el Parc Nacional d'Ecrins, sobre la base de l'antic parc Bérarde de 1962. El parc es va crear finalment pel decret de 27 de març de 1973.
Els primers agents del parc van ser reclutats amb un concurs el1974 i a partir de 1976 el parc es dota d'una casa: la maison du Parc, a Vau Loïsa; casa que fou visitada pel President de la República Francesa Valéry Giscard d'Estaing el 27 d'agost de 1977. Aquest és l'any en que s'inicien les primeres accions del parc: un intent fallit de reintroducció de la cabra salvatge, i la creació de les primeres bases de dades científiques el 25 de juny de 1977. A l'any següent, 1978, es fa el primer pla d'acció per a la recepció de turistes a la zona perifèrica.
La dècada del 1980 esta marcada per grans obres: el projecte de desenvolupament d'energia hidroelèctrica a l'alta Romanche el 1980, després d'assegurar el Llac Arsina a (Briançonès), a més de 2.000 metres d'altitud, a la primavera de 1986. El 1989, 16 cabres es van reintroduir amb èxit a Vaubonés; els animals van venir dels parcs de la Vanoise i de Vercors.
El 1990 es va introduir una nova imatge corporativa per a tots els parcs nacionals. Incluia una espiral composta per una multitud d'elements (animals, vegetals i figures minerals) disposats en una estructura espiral. És una representació metafòrica del moviment, la riquesa i la complexitat de la vida. En 1991, la seu del parc es va traslladar a la zona de Charance en Gap, on roman avui.
La dècada del 1990 estan sota els signes de les convencions: la primera convenció l'escalada de roques signada el 1992, acompanyada de contractes de gestió del prat alpí als pastors en 1993. En 1995, es fa la reintroducció de 31 cabres, el parc innova mitjançant la creació de la primera reserva natural estricta de França, a la vall del Llac Lauvitel. L'11 de juliol de 1996, el parc signa la Carta d'Aliança per al desenvolupament sostenible amb la ministre de Medi Ambient Corinne Lepage; aquesta carta serà llavors reduïda amb les autoritats locals, l'Oficina Nacional Forestal i les Cambres d'Agricultura dels Alts Alps i de la Isèra.
La reforma del 14 d'abril de 2006 preveia l'escriptura d'una nova carta, signada pels municipis de la zona perifèrica. El projecte de Carta va ser aprovat per unanimitat el maig de 2011, i en 2013, pel quaranta aniversari del parc, 46 comunes la van signar.

## Geografia

### Relleu

Les Écrins amb relació a la regió Provença – Alps – Costa Blava

El territori del parc nacional dels Écrins (800 ha), creat en 1973, s'estén entre les ciutats de Gap (12 quilòmetres en línia recta), Briançon (13 quilòmetres) i Grenoble (23 quilòmetres). Està delimitat per les valls de la Romanx, la Guisane, la Durance i el Drac.
El parc compta amb un centenar de pics de més de 3.000 metres i quaranta glaceres (que cobreixen prop de 17.000 hectàrees).

Té 740 km de senders de gran recorregut marcats i mantinguts, incloent el GR 54 (recorregut pel Oesen), i una trentena de refugis de muntanya. Conté molts pics incloent la Meije (3.983 metres), per sobre del poble La Grava (Alts Alps) i la Muntanya Pelvoux (3.946 metres) i el de la Barra dels Escrinhs, punt mes alt del parc a 4.102 metres.

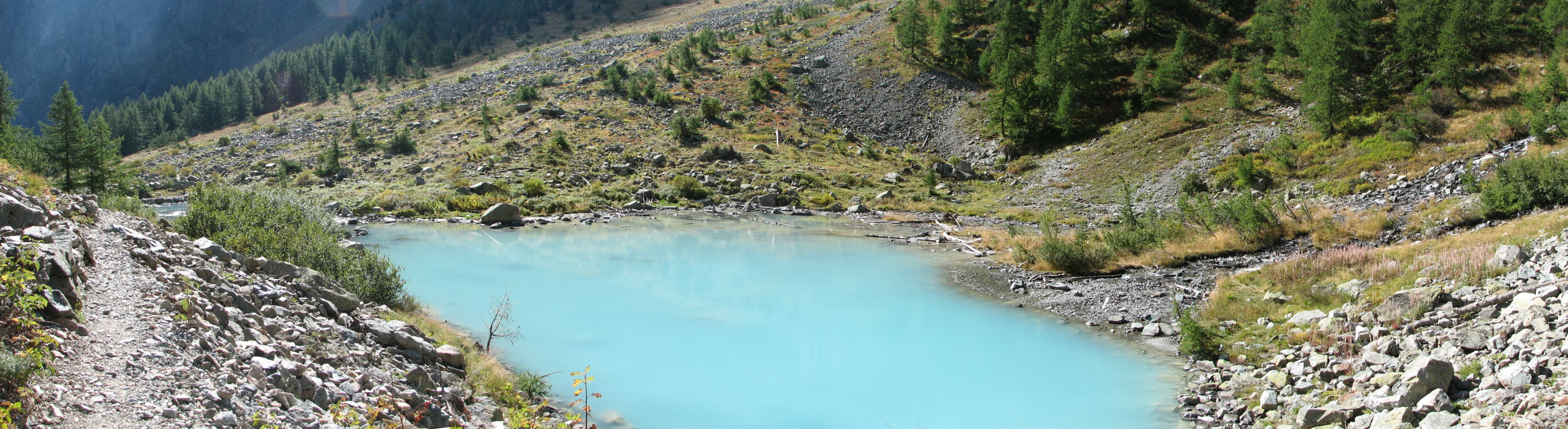
El llac de la Douche
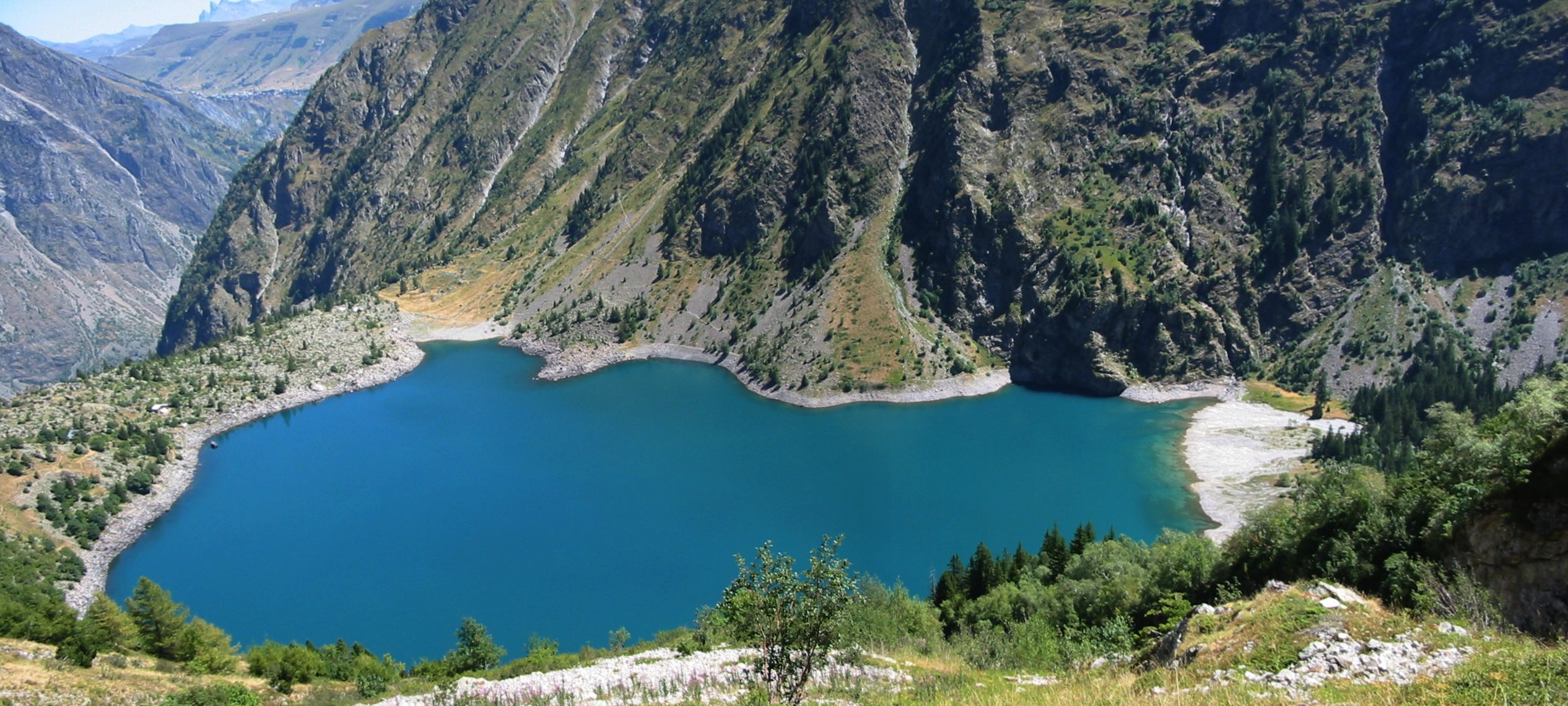
El llac de Lauvitel
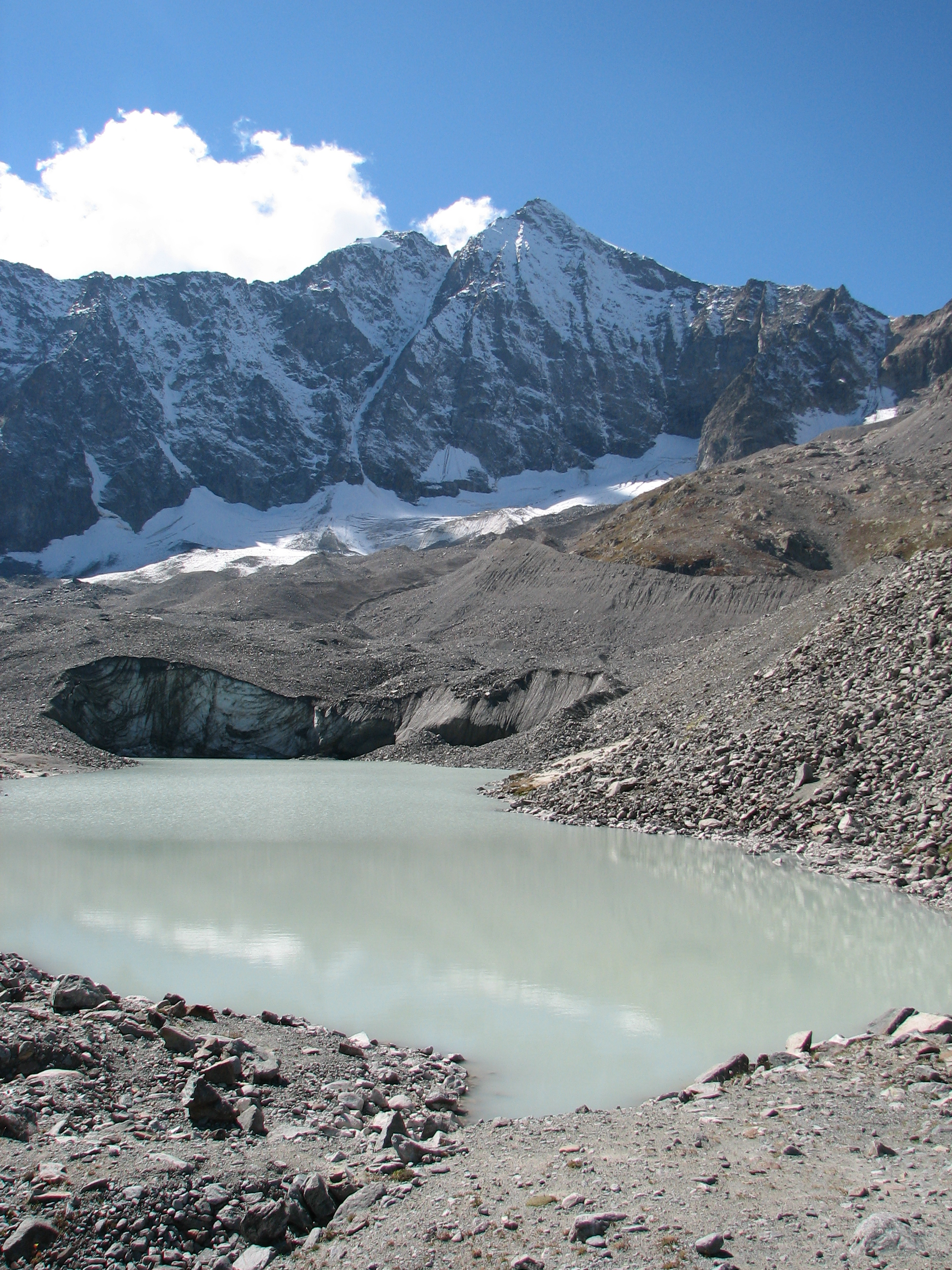
El glaciar d'Arsine
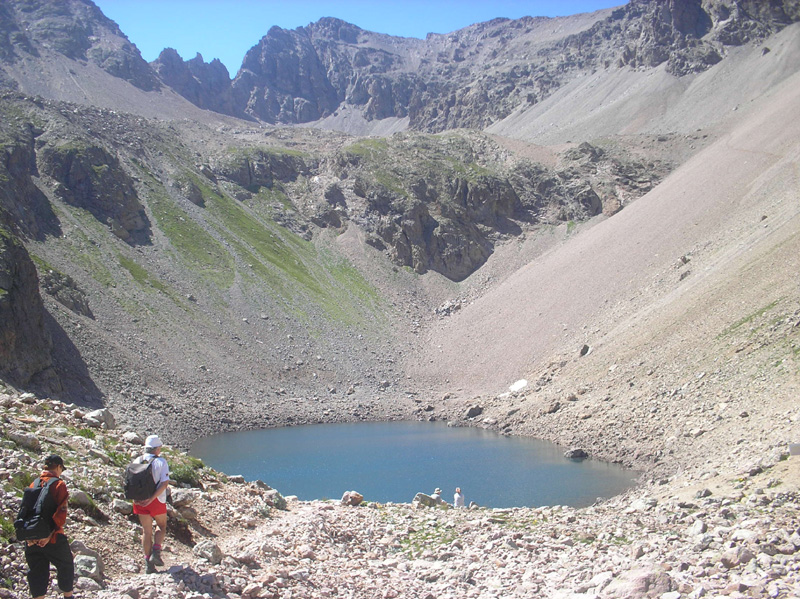
El llac de Combeynot
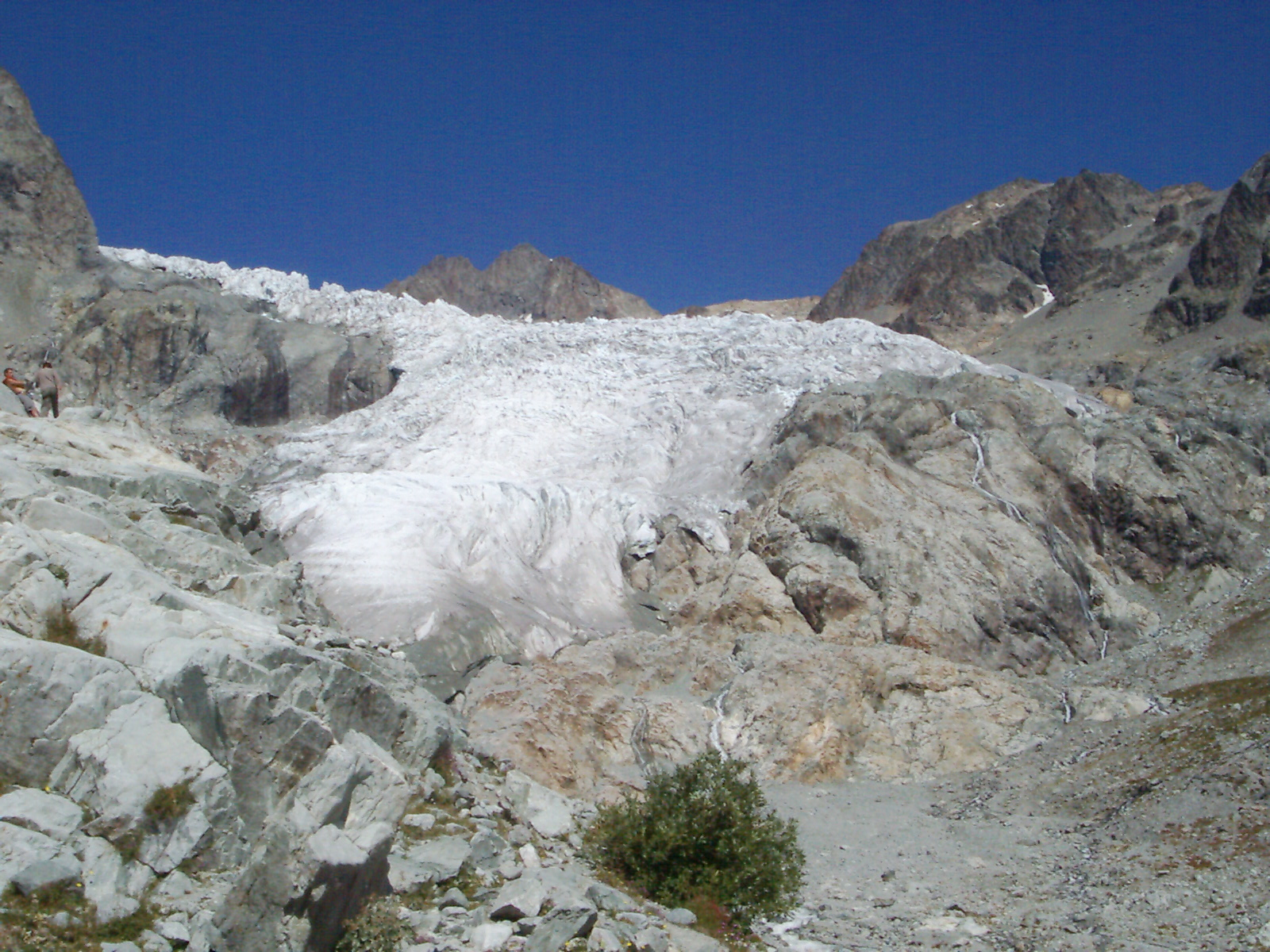
El glaciar Blanc
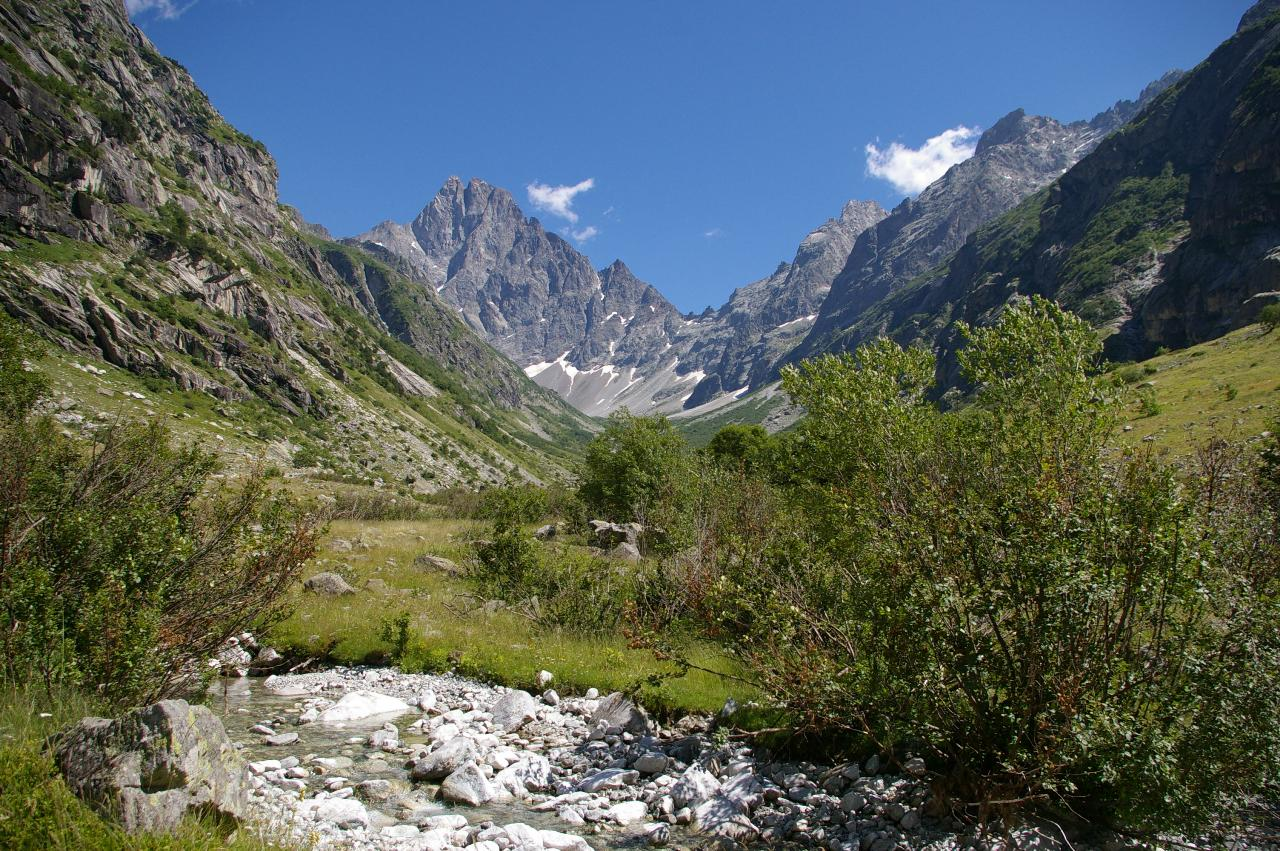
L'Olan
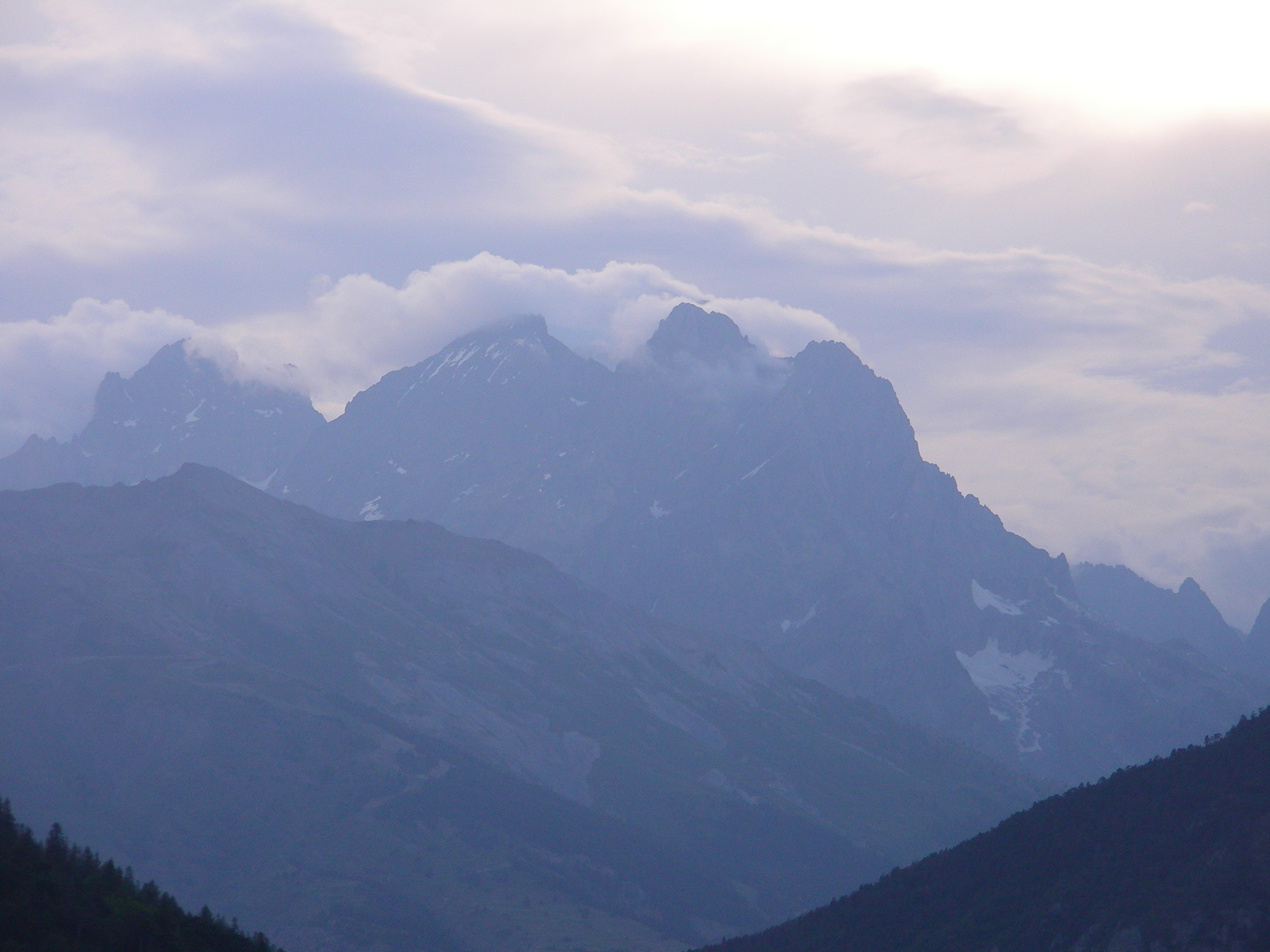
Mont Pelvoux
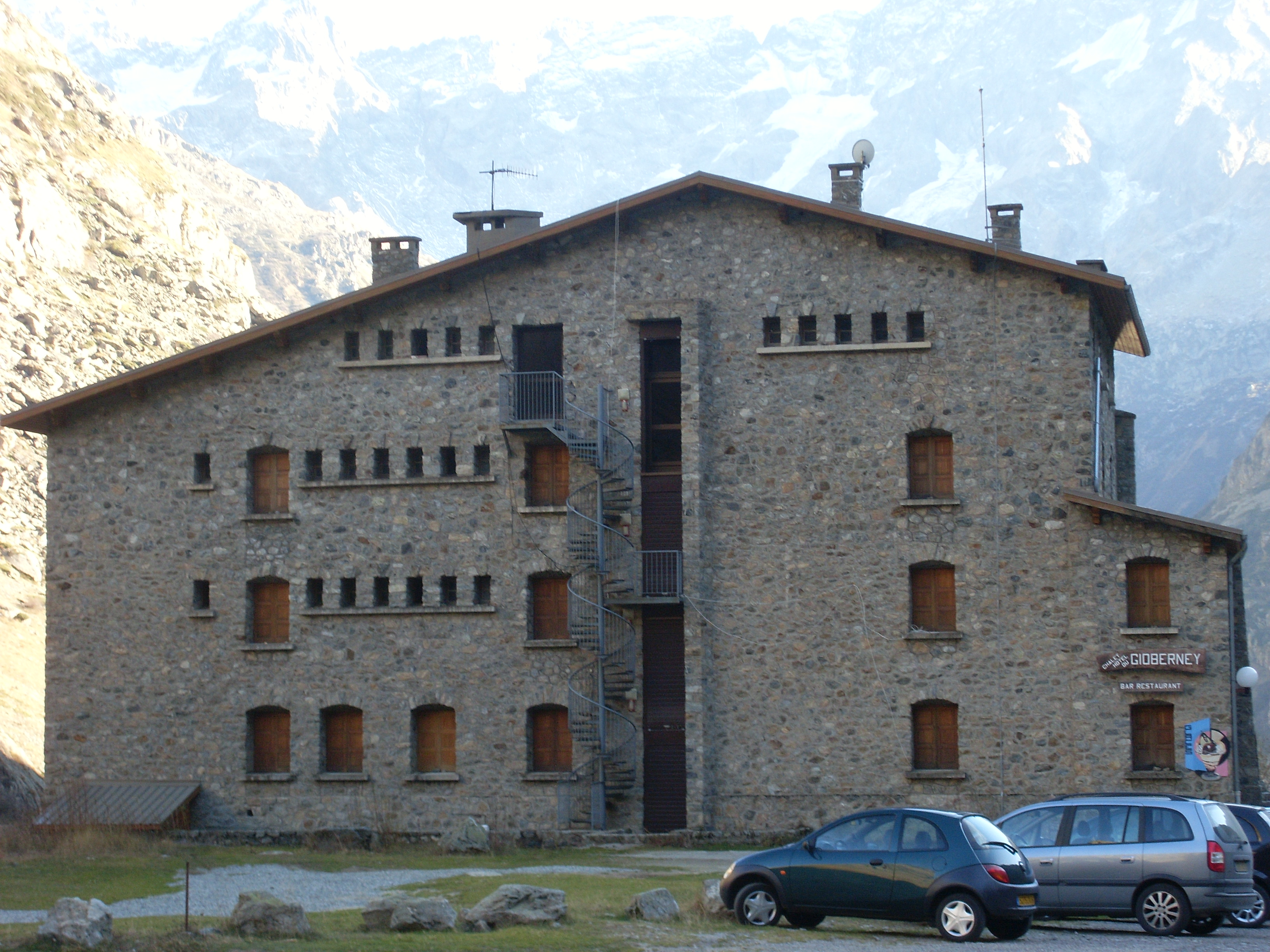
Refugi habitat de Gioberney a La Chapelle-en-Valgaudemar
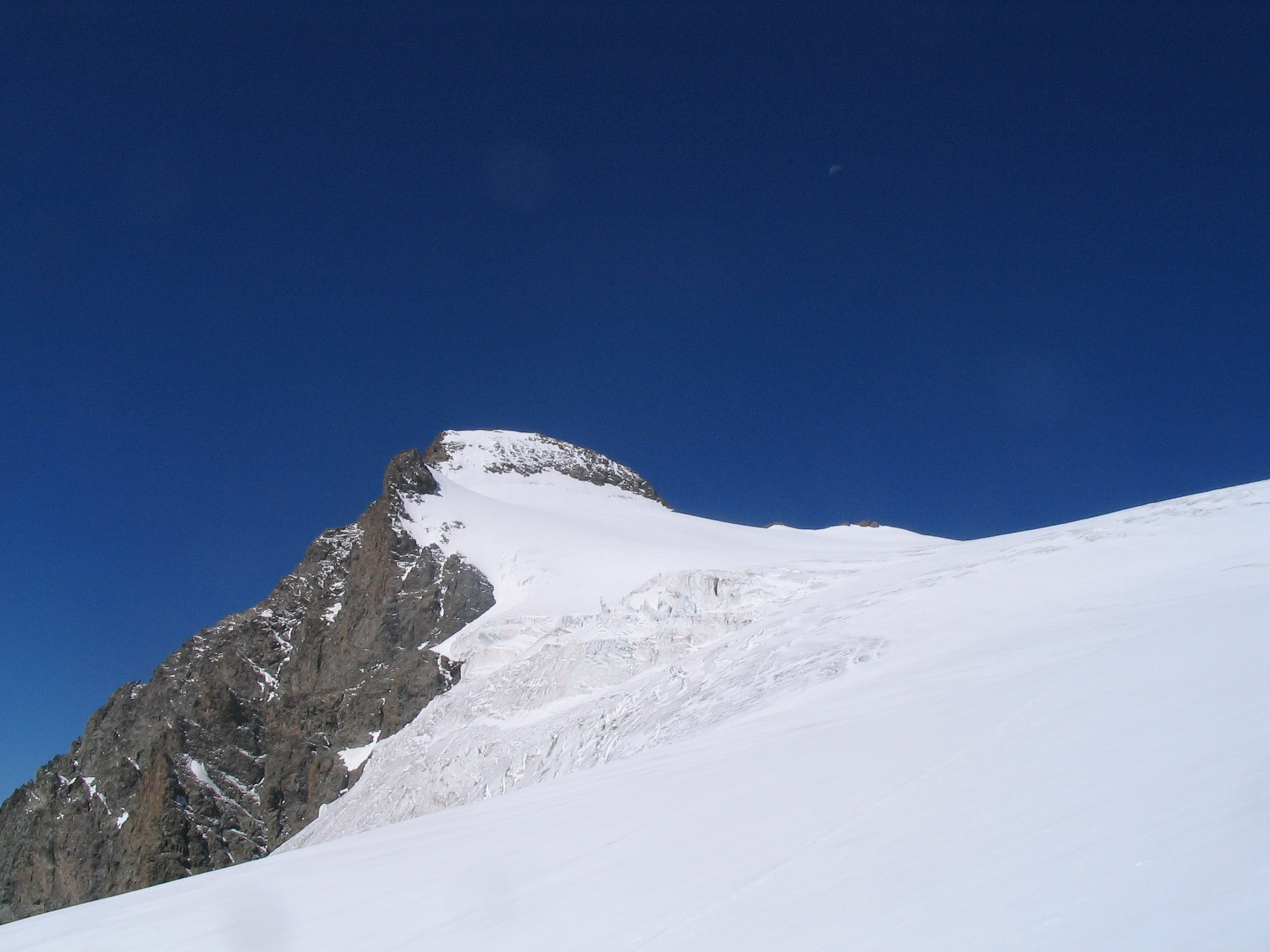
Les Rouies
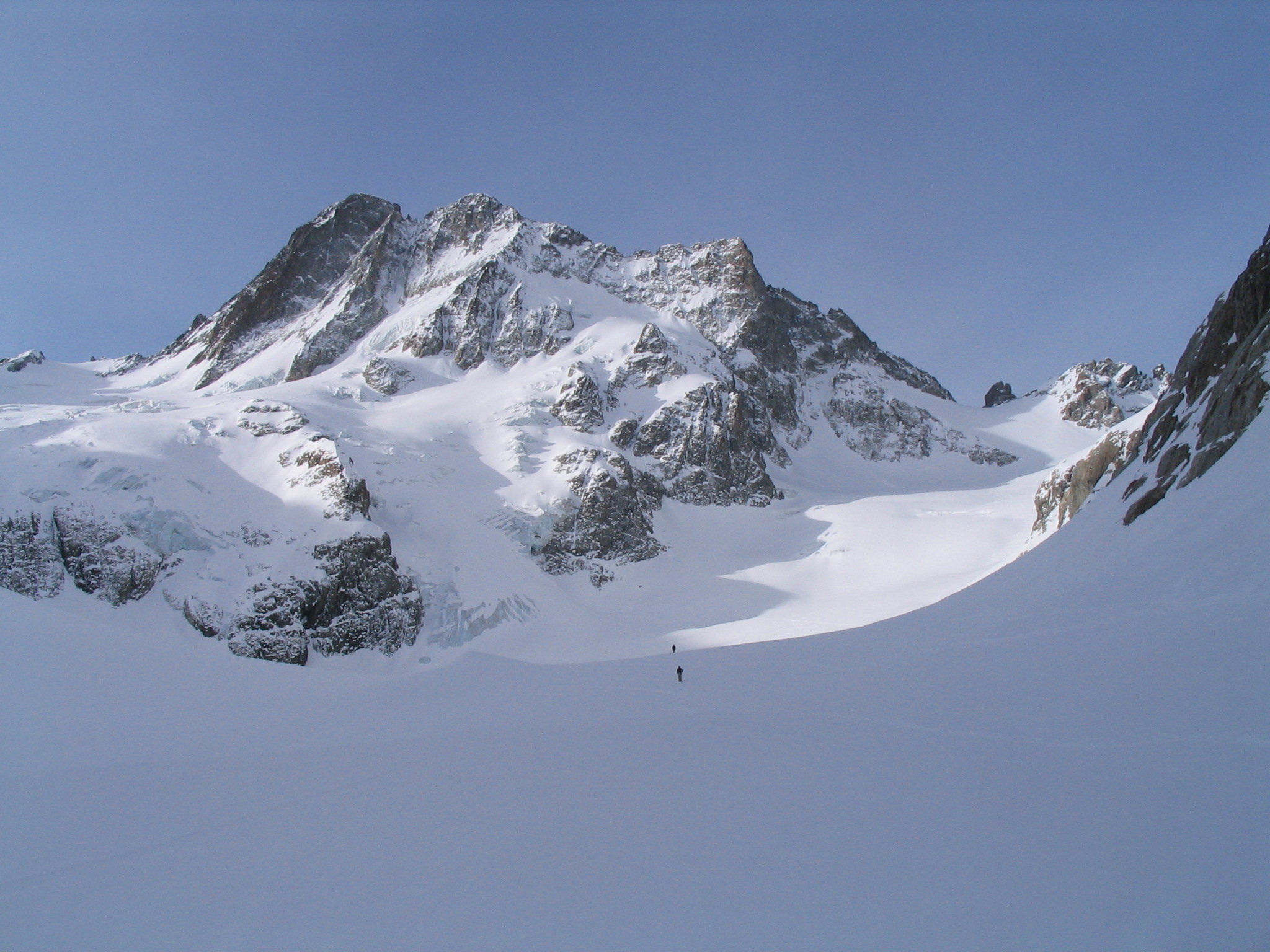
Les Bans

### Hidrografia

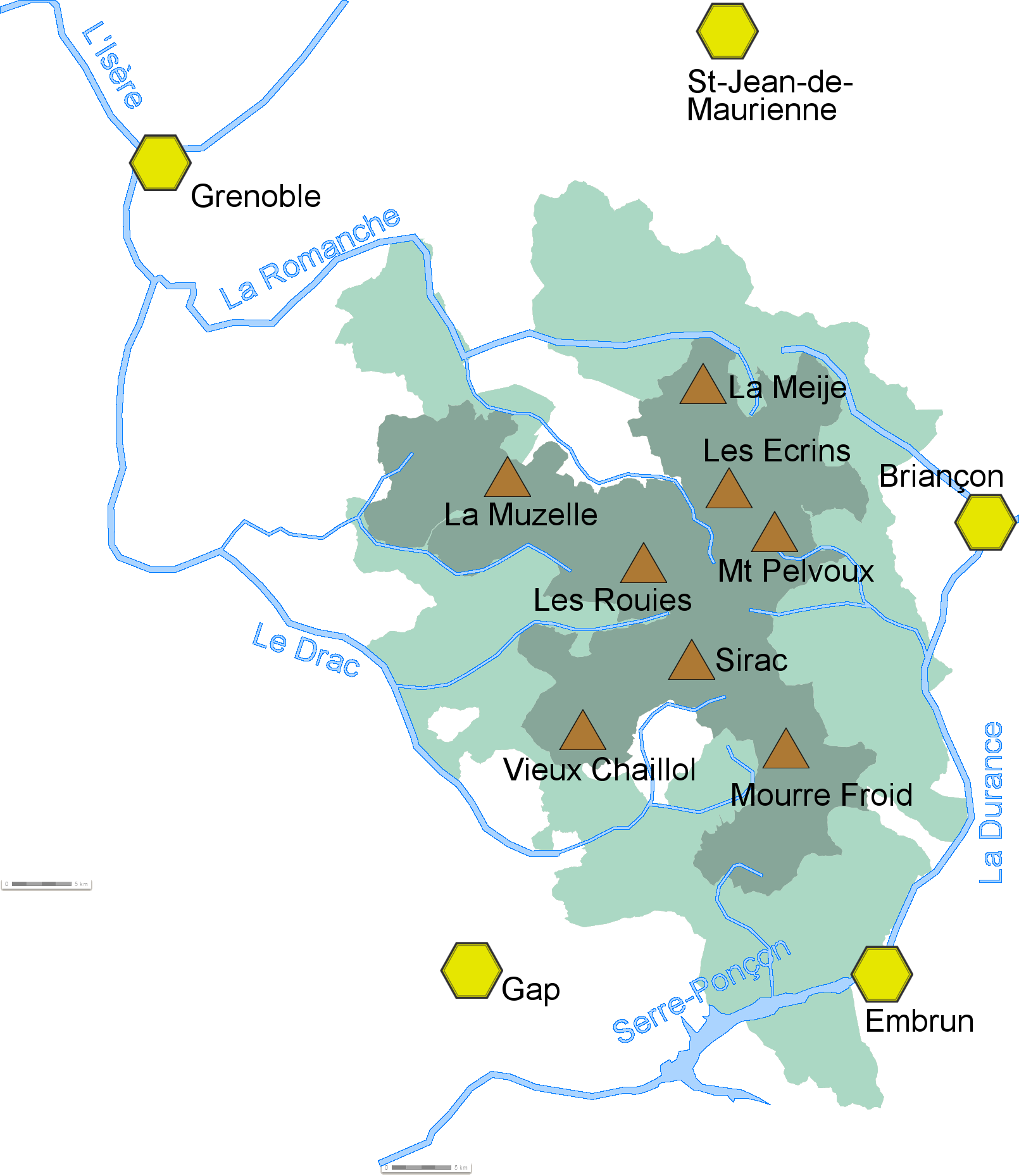
Mapa fronteres, rius, muntanyes i ciutats del parc nacional dels écrins.

El parc dels Ecrins és regat per una dotzena de grans rius, que després conflueixen en dos rius separats : el Drac, al nord, i el Durance, al sud.

#### Afluents del Drac
Del mes oriental al mes occidental :
- la Romanche comença a la glacera glacier de la Plate des Agneaux, a 2.143 metres d'altitud. Desemboca al Drac després de 78,3 km.
- el Vénéon comença a la glacera de la Pilatte, a 2.577 metres d'altitud. Desemboca a la Romanche després de 33,5 km.
- la Bonne comença al Llac de Pissoux, a prop del refugi de Font Turbat, à 2.632 metres d'altitud. Desemboca al Drac després de 40,1 km.
- la Malsanne comença al Llac de Vallon, a 2.493 metres d'altitud. Desemboca al Bonne després de 15,4 km.
- la Séveraisse comença a la glacera de Chabournéou, a 2.336 metres d'altitud. Després de regar la vall de Valgaudemar, desemboca al Drac després de 32,9 km.
- el Drac Blanc comença a la vall de Rougnoux, a 2.419 metres d'altitud. També anomenat Drac Champoléon, es va a unir al Drac Negre a la ciutat de Champolion.
- el Drac Negre és considerada la branca principal del Drac. Té la seva font en les muntanyes de Mourre-Froid, a 2.423 metres d'altitud, i desemboca al riu Isèra després de 130,2 km.

#### Afluents del Durance
- el Guisane comença al Col du Lautaret, 2.552 metres per sobre del nivell del mar. Desemboca en el riu Durance a Briançon, després de 27,7 quilòmetres.
- el Gyr i el Onde formen la Gyronde, que desemboca al riu Durance després de 23,6 quilòmetres.
- el Fournel comença al Pic Cavale, 2.908 metres sobre el nivell del mar. Desemboca en el Durance a L'Argentièra després de 19,2 quilòmetres.
- el Biaysse comença a Col d'Orcières, a 2.611 metres sobre el nivell del mar. Desemboca al riu Durance després de 17,4 quilòmetres.
- el Rabioux comença a la Vall de Tissap a 2.251 metres sobre el nivell del mar. Desemboca al riu Durance després de 15,5 quilòmetres.
- el torrent de Réallon comença a la muntanya de Charges a una altitud de 2.350 metres. Desemboca en el Llac de Serre-Ponçon després de 19,8 km.

#### Llacs
El parc també compta amb nombrosos llacs espectaculars.
- el llac Lauvitel és el més profund i el més gran del Parc: té entre 25 i 35 hectàrees de superfície i entre 40 i 65 metres de profunditat. Es troba als peus de l'Aiguille Vénosc, prop de l'estació de Deux-Alpes.
- A prop seu, dins de la reserva natural, són el llac Pla de Vianney, que alberga salmons, i l'estany Muzelle.
- el llac Lauzon es troba a les fronteres dels departaments de Droma, de la Isèra i dels Alts Alps, en el massis Dévoluy.
- el llac de Pisses està situat a prop de l'estació d'esquí de Orsiera.
- els llacs de Crupillouse, a Champolion, són accessibles per fer senderisme amb vistes i passatges prop de les cascades.
- els llacs de Pétarel son una atracció turistica de la vallée du Valgaudemar.
- el llac de Pavé és el parc més alt i més fred : a 2.820 metres, l'aigua està a 4 ° C a la superfície.
- Molts dels llacs polars, com ara els llacs d'Eychauda, de Rouies o Arsina romanen glaçats durant la major part de l'any.

### Comunes del parc
| Les comunes del parc nacional dels Écrins A-E | Les comunes del parc nacional dels Écrins F-P | Les comunes del parc nacional dels Écrins P-S | Les comunes del parc nacional dels Écrins S-V |
| - Ancela - Aspres de Còrps - Benevent e Charbilhac - Beça (Isèra) - Boissard - Chabòtas* - Champcelat - Champolion* - Chantaloba (Isèra)* - Chasteurós - Chaufaier - Clavanç - Las Cròtas - Ambrun - Entraigas (Isèra) - Fraissiniera - L'Argentièra | - La Chapela en Gaudemar - La Grava (Alts Alps) - La Mota de Champsaur - Lavaldens* - Le Bourg-d'Oisans - Lo Monastièr (Alts Alps) - Lo Peirièr*, Las Còstas* - Infornats - Los Vinhaus - Misoan - Lo Mont de Lans* - Orsiera - Oris-en-Rattier* - Ornon - Oulles - Pelvós | - Prunières (Isèra) - Puei-Sant Vincent - Puei-Sant Eusebi - Puei-Sanheras - Realon - Reotier - Sant Apolinari - Sant Bonet (Alts Alps)* - Sant Cristòu (Isèra) * - Sant Clamenç (Alts Alps)* - Sant Esèbe de Champsaur - Sant Fermin - Sant Jaume-en-Gaudemar | - Sant Joan-Sant Nicolau - Sant Jolian de Champsaur* - Sant Lagier - Saint-Maurice-en-Valgodemard - Saint-Michel-de-Chaillol - Savines-le-lac - Vaubonés* - Valjouffrey - Vau Loïsa - Vénosc - Villar-d'Arêne - Villard-Notre-Dame - Villard-Reymond - Villar-Loubière |

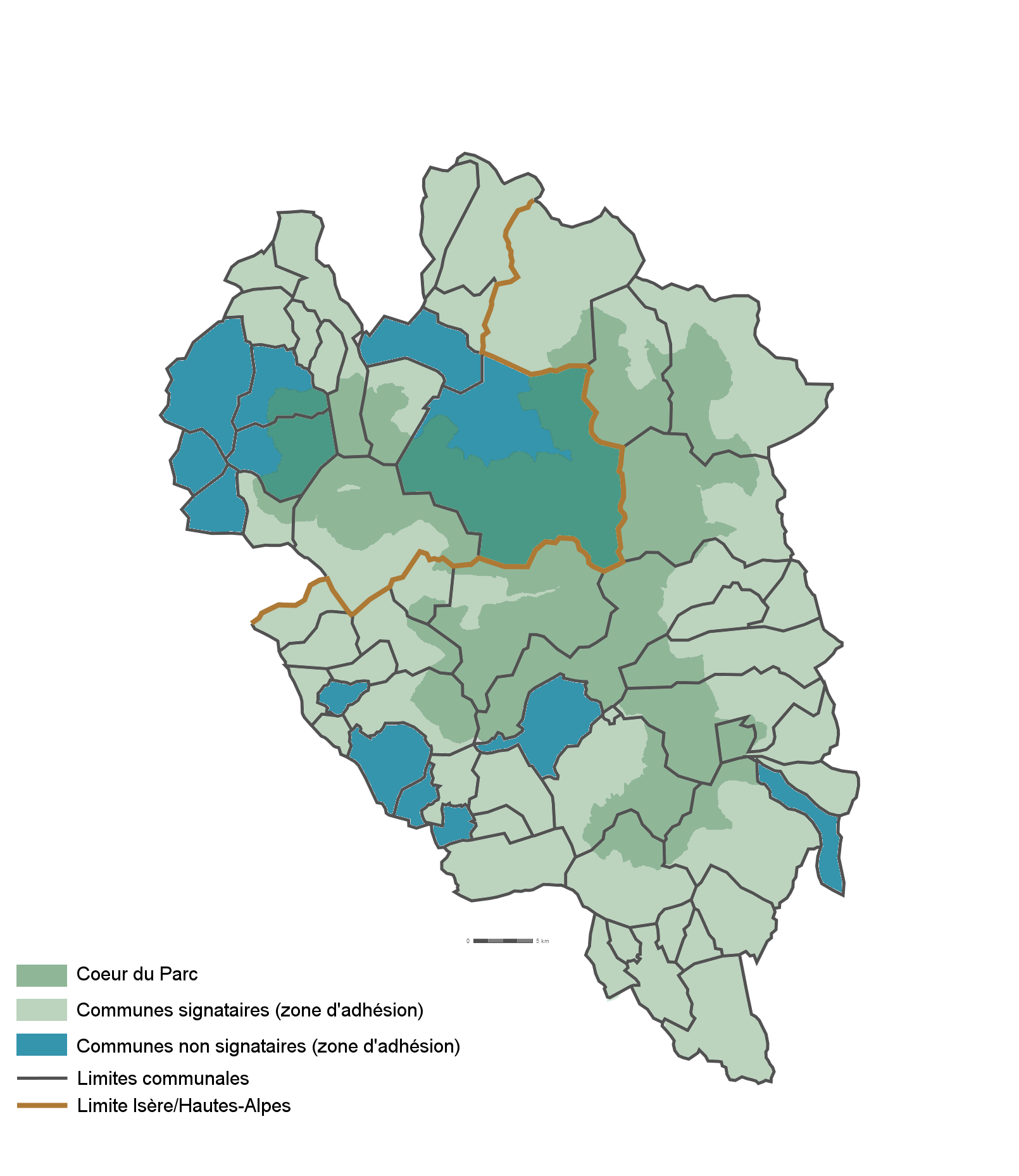
Mapa dels Municipis signataris de la carta de membres de 2013.

L'astérisc (*) indica les comunes signants de la Carta de 2013.

## Geologia
Els paisatges del parc venen d'un rift creat d'una conca sedimentària en meitat-graben de dimensió decakilométrica separat per grans falles crustals i marges passius subsidents.
El mineral de la classe dels sulfurs anomenat ecrinsita rep el seu nom en honor d'aquest Parc (en francès, Parc National des Écrins), que és a on es troba la localitat de Jax Roux, la seva localitat tipus.

## Vida salvatge

### Fauna
Nombroses espècies de mamífers son presents al parc, com :
- l'Isard (sobre 12000)
- la Cabra dels Alps (sobre 600 individus dividits en 3 poblacions)
- la Marmota alpina
- le Llebre de les neus
- l'Ermini
- l'Esquirol
- la Guineu roja

El llop i el linx nòrdic poden de vegades passar al Parc.
Els ocells també estan molt presents, incloent l'àguila daurada (37 parelles identificades), el gall de cua forcada, la perdiu blanca, el voltor comú, el pela-roques, el pardal d'ala blanca, el mussol pirinenc, el mussol menut, el trencalòs, el falcó pelegrí i el duc.
Entre els insectes, el banyarriquer del faig és present, i entre els rèptils, hi ha l'escurçó pirinenc.

### Flora
S'han reunit aproximadament 1.800 espècies de plantes. Els pins i el làrix són molt comuns en les pendents, pel que fa a les plantes inclouen el Card gros, la Flor de neu (edelweiss) i la génépi.